# Trespassing
Albums de Adam Lambert
For Your Entertainment
(2010) The Original High
(2015)
Trespassing est le second album studio du chanteur américain Adam Lambert. Sa sortie est repoussée au 15 mai 2012 au lieu de février 2012, pour laisser place à quatre nouvelles chansons.
Sur cet album, Adam Lambert a travaillé avec les artistes suivants ; Pharrell Williams, Dr Luke, Claude Kelly, Benny Blanco, Bonnie McKee, Katy Perry, Nile Rodgers, Sam Sparro, Bruno Mars, Emanuel Kiriakou, Nikka Costa, Lester Mendez et enfin BC Jean.
Son premier single, Better Than I Know Myself, est sorti le 20 décembre 2011, et par la suite son clip-vidéo, le 3 février 2012.

## Liste des titres
La liste des titres de la version deluxe a été communiquée par Adam Lambert sur sa page Facebook le 5 avril 2012.
1. Trespassing
2. Cuckoo
3. Shady
4. Never Close Our Eyes
5. Kickin In
6. Naked Love
7. Pop That Lock
8. Better Than I Know Myself
9. Broken English
10. Underneath
11. Chokehold
12. Outlaws Of Love
13. Runnin
14. Take Back
15. Nirvana

## Dates de sorties
| Pays        | Date        | Label       | Formats              |
| ----------- | ----------- | ----------- | -------------------- |
| Royaume-Uni | 15 mai 2012 | RCA Records | CD, digital download |
| États-Unis  | 15 mai 2012 | RCA Records | CD, digital download |